# Regole Baker
Le regole Baker (in inglese Baker rules) si riferiscono a una serie di principi del processo di negoziazione che identificano le parti del conflitto del Nagorno-Karabakh. L'Armenia e la Repubblica dell'Azerbaigian sono identificate come parti principali e la comunità armena e la comunità azera del Karabakh sono identificate come parti interessate.
Le regole Baker prendono il nome dal 61ª Segretario di Stato americano James Baker III, che fu nominato principale negoziatore degli Stati Uniti nell'ambito dei tentativi di mediazione CSCE per porre fine al conflitto del Nagorno-Karabakh. Le regole su come le parti in conflitto sarebbero state rappresentate durante i negoziati sponsorizzati dalla CSCE furono concordate dai ministri degli esteri dell'Azerbaigian e dell'Armenia. Sin dall'inizio le regole Baker furono la base centrale all'interno del processo negoziale mediato dal Gruppo OSCE di Minsk.